# Hypsolebias
Hypsolebias – niedawno wyodrębniony z Simpsonichthys rodzaj ryb promienipłetwych z rodziny strumieniakowatych (Rivulidae), obejmujący gatunki występujące w Ameryce Południowej.

## Systematyka
Do rodzaju w zależności od ujęcia taksonomicznego należy kilka lub kilkadziesiąt gatunków:
- Hypsolebias adornatus
- Hypsolebias alternatus
- Hypsolebias antenori
- Hypsolebias auratus
- Hypsolebias brunoi
- Hypsolebias carlettoi
- Hypsolebias delucai
- Hypsolebias fasciatus
- Hypsolebias flagellatus
- Hypsolebias flammeus
- Hypsolebias flavicaudatus
- Hypsolebias fulminantis
- Hypsolebias ghisolfii
- Hypsolebias gibberatus
- Hypsolebias gilbertobrasili
- Hypsolebias guanambi
- Hypsolebias harmonicus
- Hypsolebias hellneri
- Hypsolebias igneus
- Hypsolebias janaubensis
- Hypsolebias longignatus
- Hypsolebias lopesi
- Hypsolebias macaubensis
- Hypsolebias magnificus
- Hypsolebias marginatus
- Hypsolebias mediopapillatus
- Hypsolebias multiradiatus
- Hypsolebias nielseni
- Hypsolebias nitens
- Hypsolebias notatus
- Hypsolebias nudiorbitatus
- Hypsolebias ocellatus
- Hypsolebias picturatus
- Hypsolebias pterophyllus
- Hypsolebias radiosus
- Hypsolebias radiseriatus
- Hypsolebias rufus
- Hypsolebias sertanejo
- Hypsolebias similis
- Hypsolebias stellatus
- Hypsolebias trilineatus
- Hypsolebias tocantinensis[4]
- Hypsolebias virgulatus